# Krunoslav Lovrek
Krunoslav Lovrek (Varaždin, 11. rujna 1979.) umirovljeni je hrvatski nogometaš.

## Klupska karijera
Nogometnu karijeru započeo je u Zagrebu gdje se do seniorske momčadi probio sezone 1997./98. s 2 ulaska s klupe za pričuve. Već sljedeće sezone pomalo počinje igrati i u prvih 11, te bilježi prve pogotke. Tek 2000. godine postaje standardan prvotimac, te u 28 utakmica postiže 11 pogodaka. U Kranjčevićevoj igra do zime sezone 2003./04. kada napušta klub, te odlazi u japanski Cerezo iz Osake. U Cerezo Osaki bilježi tek 5 utakmica, od toga 3 s klupe, te se vraća u 1. HNL.
Ovaj put dolazi u splitski Hajduk naslijedivši desetku od Marija Carevića. U šampionskoj se Hajdukovoj sezoni nije uspio snaći u velikoj konkurenciji napadača s Turkovićem, Bušićem, Munhozom, Dragičevićem i drugima. Postiže tek 2 gola, i bez odštete na kraju sezone odlazi u belgijski Lierse. U financijski posrnulom belgijskom klubu, zajedno s Vukojevićem provodi tek 6 mjeseci dok se obojica nisu odlučili na povratak u domovinu.
Lovrek se vraća u Zagreb na poziv Ćire Blaževića, te igra najbolji nogomet do tad. U sezonu i pol ima prosjek golova viši od 0,5 po utakmici, postavši najbolji igrač i lider zagrebačke momčadi. Međutim, na dvoranskom 1. HNL u siječnju 2008. već nakon pola minute susreta sudara se s Dinamovim vratarom Kelavom te mantinelom zbog čega mu pucaju ligamenti. Uz propali transfer karijere u Španjolsku, nije uopće ni igrao nogomet narednih 6 mjeseci. U ljeto 2008. mu iz nerazriješenih razloga propada transfer u Kaiserslautern. Nakon kratkotrajnog igranja za turski klub Eskişehirspor Lovrek u siječnju 2010. godine potpisuje za Jeonbuk Hyundai Motors i odlazi na daleki istok u Južnu Koreju. U prvoj službenoj utakmici za novi klub Jeonbuk Hyundai Motors, 23. veljače 2010., u Azijskoj Ligi prvaka, Krunoslav Lovrek postiže tri gola, a četiri dana nakon toga, 27. veljače postiže jedan gol u prvoj ligaškoj utakmici.
Statistika u Hajduku
| Natjecanje        | Nastupi | Zgoditci |
| ----------------- | ------- | -------- |
| Prvenstvo         | 13      | 2        |
| Kup               | 3       | 0        |
| Superkup          | 0       | 0        |
| Međunarodne       | 0       | 0        |
| Splitski podsavez | 0       | 0        |
| Ukupno            | 16      | 2        |
| Prijateljske      | 3       | 1        |
| Sveukupno         | 19      | 3        |

## Reprezentativna karijera
Za seniorsku reprezentaciju nikad nije zaigrao, dok u mladim vrstama ima nekoliko nastupa, uz samo jedan pogodak. 

## Vanjske poveznice
- Nogometni-magazin: Krunoslav Lovrek statistika
- Soccerway: Krunoslav Lovrek statistika
- Kruno Lovrek ponovno trese mreže za korejski Jeonbuk Hyundai Motors  Arhivirana inačica izvorne stranice od 8. ožujka 2010. (Wayback Machine)